# Жук Василь Іванович
Василь Іванович Жук нар. 1 січня 1991, Соснівка) — український футболіст, що грає на позиції нападника. Відомий насамперед виступами за футбольний клуб «Волинь» у вищій українській лізі, а також у складі юнацьких збірних України різних вікових груп.

## Клубна кар'єра
Василь Жук є вихованцем футбольного клубу БРВ-ВІК з Володимира-Волинського, і розпочав виступи на футбольних полях саме в цьому аматорському клубі. Професійну кар'єру молодий футболіст розпочав у 2008 році у клубі першої ліги «Волинь» з Луцька. Проте Жук не був основним гравцем команди, зігравши за два роки в першій лізі лише 19 матчів. Після виходу лучан до Прем'єр-ліги футболіст продовжив виступи у вищому українському дивізіоні, проте зіграв за три роки лише 1 матч у чемпіонаті, вийшовши на заміну в матчі проти донецького «Шахтаря». У кінці 2012 року клуб вирішив не продовжувати контракт із Василем Жуком, проте він виступав у складі «Волині» в дублі до кінця 2013 року. У 2014 році футболіст грав за аматорський клуб «Авангард» із Жидачева. Пізніше футболіст розпочав виступи за клуб «Торонто Атомік», який грає у Канадській футбольній лізі. У 2018—2020 роках футболіст грав за канадські клуби «Міссіссога МетроСтарз» і «Кінгсмен» (Кінг).

## Виступи за збірні
З 2007 року Василь Жук залучався до юнацьких збірних України різного віку. Усього за юнацькі збірні футболіст зіграв 27 матчів, у яких відзначився 3 забитими м'ячами.